# Kiseljak (ort i Bosnien och Hercegovina, Federationen Bosnien och Hercegovina, lat 44,49, long 18,57)
Kiseljak är en ort i Bosnien och Hercegovina.   Den ligger i entiteten Federationen Bosnien och Hercegovina, i den centrala delen av landet, 70 km norr om huvudstaden Sarajevo. Kiseljak ligger 210 meter över havet och antalet invånare är 3 447. Den ligger vid sjön Modračko Jezero.
Terrängen runt Kiseljak är platt åt nordost, men åt sydväst är den kuperad.Runt Kiseljak är det ganska tätbefolkat, med 93 invånare per kvadratkilometer.. Närmaste större samhälle är Tuzla, 9,5 km nordost om Kiseljak. 
Omgivningarna runt Kiseljak är en mosaik av jordbruksmark och naturlig växtlighet.